# ۱۹ اردیبهشت
۱۹ اردیبهشت پنجاهمین روز سال در گاه‌شماری خورشیدی است. به پایان سال ۳۱۵ روز (۳۱۶ روز در سال کبیسه) باقی‌است.

## رویدادها
- ۱۳۸۵ - سیل ۱۳۸۵ دشت مغان اردبیل
- ۱۳۹۹ - زمین‌لرزه ۱۳۹۹ دماوند

## زادروزها
- ۱۲۶۴ - جبار باغچه‌بان، آموزگار، بنیان‌گذار نخستین کودکستان در شهرستان مرند و نخستین مدرسه ناشنوایان ایران در تبریز بود. او همچنین اولین مؤلف و ناشر کتاب کودک در ایران بود.
- ۱۳۴۶ - شیوا خنیاگر، بازیگر
- ۱۳۵۶ - عسل بدیعی، بازیگر
- ۱۳۶۴ - هیچ‌کس (خواننده)، خواننده رپ
- ۱۳۸۲- امیرمحمد گلزاده بازیکن تیم ملی والیبال ایران

## درگذشتگان
- ۱۳۸۹ - فرزاد کمانگر، فعال حقوق بشر، فعال محیط زیست، روزنامه‌نگار و فعال صنفی و معلم کرد ایرانی بود که به جرم عضویت و همکاری با پژاک به اعدام محکوم شد و در زندان اوین به دار آویخته شد[۱](زادروز ۱۳۵۴)
- ۱۳۸۹ - مهدی اسلامیان، زندانی سیاسی
- ۱۳۸۹ - فرهاد وکیلی، زندانی سیاسی
- ۱۳۸۹ - شیرین علم‌هولی، زندانی سیاسی
- ۱۳۸۹ - علی حیدریان، زندانی سیاسی